# Corona di Cristiano V di Danimarca

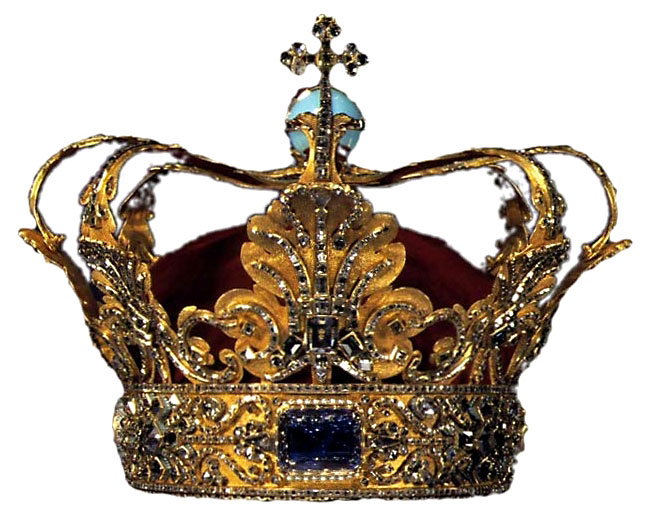
Corona di Cristiano V di Danimarca

La corona di Cristiano V di Danimarca è la corona utilizzata per le incoronazioni di tutti i sovrani assoluti danesi.

## Storia
Venne realizzata nel 1670.
Quando la monarchia assoluta terminò, nel 1840, la corona venne ancora utilizzata per i catafalchi funebri dei sovrani, l'ultima volta nel 1972 in occasione della morte di Federico IX di Danimarca.